# Кочержинська сільська рада
Кочержи́нська сільська́ ра́да — адміністративно-територіальна одиниця та орган місцевого самоврядування в Уманському районі Черкаської області. Адміністративний центр — село Кочержинці.

## Загальні відомості
- Населення ради: 1 363 особи (станом на 2001 рік)

## Населені пункти
Сільській раді були підпорядковані населені пункти:
- с. Кочержинці

## Склад ради
Рада складалася з 16 депутатів та голови.
- Голова ради: Дудник Павлина Миколаївна
- Секретар ради: Дунай Інна Миколаївна

### Керівний склад попередніх скликань
| Прізвище, ім'я, по батькові | Основні відомості                                                               | Дата обрання | Дата звільнення |
| --------------------------- | ------------------------------------------------------------------------------- | ------------ | --------------- |
| Горбань Андрій Феоктистович | Сільський голова, 1953 року народження, безпартійний                            | 26.03.2006   | 31.10.2010      |
| Дудник Павлина Миколаївна   | Сільський голова, 1973 року народження, освіта середня спеціальна, позапартійна | 31.10.2010   |                 |

Примітка: таблиця складена за даними сайту Верховної Ради України

### Депутати
За результатами місцевих виборів 2010 року депутатами ради стали:

#### За суб'єктами висування
| Суб'єкт висування | Кількість обраних депутатів | %    |
| ----------------- | --------------------------- | ---- |
| Самовисування     | 9                           | 56,3 |
| Партія регіонів   | 7                           | 43,8 |

#### За округами
| № округу        | Прізвище, ім'я, по батькові       | Дата визнання обраним | Освіта             | Партійна приналежність | Відомості про обраного депутата              |
| --------------- | --------------------------------- | --------------------- | ------------------ | ---------------------- | -------------------------------------------- |
| Партія регіонів |                                   |                       |                    |                        |                                              |
| 1               | Гнатюк Тетяна Петрівна            | 01.11.2010            | вища               | член Партії регіонів   | Поштове відділення, начальник                |
| 2               | Соколовський Віктор Олександрович | 01.11.2010            | вища               | позапартійний          | ВАТ Уманьгаз, слюсар                         |
| 3               | Горбань Андрій Фектистович        | 04.08.2013            | вища               | член Партії регіонів   | пенсіонер                                    |
| 7               | Кучай Катерина Михайлівна         | 01.11.2010            | середня            | член Партії регіонів   | Кочержинська сільська рада, спеціаліст       |
| 9               | Яковенко Григорій Іванович        | 01.11.2010            | середня            | позапартійний          | тимчасово не працює                          |
| 12              | Сніцар Олексій Петрович           | 01.11.2010            | середня            | позапартійний          | тимчасово не працює                          |
| 15              | Дунай Інна Миколаївна             | 01.11.2010            | вища               | член Партії регіонів   | Кочержинська сільська рада, секретар         |
| Самовисування   |                                   |                       |                    |                        |                                              |
| 4               | Козоріз Яна Петрівна              | 01.11.2010            | середня спеціальна | позапартійна           | Кочержинська лікарська амбулаторія, лаборант |
| 5               | Немеш Віталій Михайлович          | 01.11.2010            | середня            | позапартійний          | тимчасово не працює                          |
| 6               | Дудник Олег Миколайович           | 01.11.2010            | середня            | позапартійний          | тимчасово не працює                          |
| 8               | Медведчук Віктор Миколайович      | 01.11.2010            | середня спеціальна | позапартійний          | СДПЧ № 8 м. Умань, пожежник                  |
| 10              | Яковенко Руслан Григорович        | 01.11.2010            | вища               | позапартійний          | ТОВ ДАЄРЕС, бухгалтер                        |
| 11              | Данилюк Михайло Михайлович        | 01.11.2010            | середня спеціальна | позапартійний          | тимчасово не працює                          |
| 13              | Школьний Володимир Олексійович    | 01.11.2010            | середня            | позапартійний          | приватний підприємець                        |
| 14              | Сніцар Сергій Васильович          | 01.11.2010            | середня            | позапартійний          | приватний підприємець                        |
| 16              | Бурлака Павло Васильович          | 01.11.2010            | середня            | позапартійний          | тимчасово не працює                          |